# Clan Lago
Il clan Lago è stato un sodalizio camorristico operante a Pianura, quartiere della periferia occidentale di Napoli.
Il clan è stato attivo soprattutto nel ciclo del cemento, nell'abusivismo edilizio, oltre che nel racket delle estorsioni, droga e omicidi, imponendo il pagamento di tangenti a imprenditori e piccoli commercianti della loro zona come messo a verbale dal pentito Giovanni Gilardi.
Storico boss del clan è Pietro Lago, detto ’o Sciore (il Fiore), arrestato il 15 dicembre 2004 e morto in carcere il 27 ottobre 2014 mentre scontava una condanna all'ergastolo in via definitiva per l'omicidio di Giustino Perna, avvenuto a Napoli il 30 aprile del 1999.

## Boss
- Pietro Lago, storico boss del clan. È morto il 27 ottobre 2014.
- Carmine Lago, detenuto al carcere duro, sta scontando la pena dell’ergastolo.
- Carlo Tommaselli, ultimo reggente accertato. Arrestato.

## Storia
L'impero di Pietro Lago è stato costruito grazie soprattutto all'edilizia illegale e all'abusivismo edilizio, attraverso terreni lottizzati violando i vincoli urbanistici e intestati a prestanome, per la costruzione di decine di immobili utilizzati come serbatoio di manodopera a basso costo e di materiali da costruzione.
Coinvolto nella maxi-inchiesta del 1983 contro la Nuova Famiglia, Lago venne indicato nei rapporti giudiziari come luogotenente, per Pianura e Soccavo, del capo storico dei Casalesi, Antonio Bardellino. Arrestato nel 1994, per una condanna di abusivismo e per una lunga sfilza di omicidi, lasciò il carcere per tre volte negli anni successivi, fino al definitivo arresto del 2004. A reggere le fila dell'organizzazione, durante i periodi di latitanza e di detenzione del boss, sono stati i fratelli Giorgio, Mario e Carmine, anche loro coinvolti e condannati per numerosi episodi di racket.
Le indagini patrimoniali, che negli anni hanno affiancato e rafforzato quelle sull'ala militare del clan, sono sfociate in numerosi sequestri di beni per un valore complessivo di oltre quindici miliardi di lire.
Attualmente il clan risulta quasi del tutto disarticolato, grazie anche agli arresti nei confronti di diversi esponenti di primo piano dell'organizzazione, in primis quello del boss Pietro Lago.

### La guerra con i Contino/Marfella
Gli inizi degli anni novanta e i primi anni del decennio successivo hanno visto il clan Lago contrapporsi in una violenta guerra dapprima contro il clan Contino e poi, successivamente, contro il clan Marfella per il controllo delle piazze di spaccio e delle estorsioni della zona di Pianura.
La faida fece registrare un elevato numero di vittime e iniziò nel 1991, quando Giuseppe Contino decise di abbandonare il clan Lago e di conquistarsi una sua fetta del racket delle estorsioni e del traffico di droga. Contravvenendo i divieti del boss, contrario al traffico di stupefacenti nella sua zona d'interesse, i pusher di Contino iniziarono così a spacciare eroina nel quartiere scatenando la rappresaglia omicida dei Lago. I primi a morire furono due spacciatori affiliati al neonato clan Contino, Salvatore Fruttaoro e Salvatore Varriale, uccisi a Napoli il 21 aprile del 1991. La faida si interruppe solo con l'arresto del boss Giuseppe Contino: finito in manette il 24 agosto del 1998, si pentirà dopo qualche tempo svelando gli affari illeciti sia del suo clan che quelli dei rivale.
Immediatamente dopo, sul medesimo territorio, ebbe inizio lo scontro con il clan alleato dei Contino, quello capeggiato da Giuseppe Marfella, spalleggiato anche dall'Alleanza di Secondigliano e dagli scissionisti del clan Sarno di Ponticelli. Esponenti del clan Lago tentarono di sequestrare il boss rivale: un giorno tre finti poliziotti bussarono alla sua porta, ma, accortosi della trappola, Marfella riuscì a scappare e a dileguarsi seppur raggiunto da un colpo di arma da fuoco alla schiena. Il 3 ottobre del 1998, Marfella rispose con un colpo di bazooka alla villa dei Lago. Da quel giorno fu un susseguirsi di episodi criminali tra i due clan: numerosi agguati che, negli ultimi anni, sono costati morti e feriti da ambo le parti e terminati anche qui con l'arresto di Marfella, avvenuto il 12 novembre del 1999.

### L'omicidio Castaldi-Sequino
La faida contro il clan Marfella ha provocato vittime anche tra gli innocenti. La sera del 10 agosto 2000, Paolo Castaldi e Luigi Sequino, due ragazzi poco più che ventenni ed incensurati, vennero infatti scambiati per appartenenti al clan avversario ed uccisi per errore, da un gruppo di fuoco del clan Marfella, nei pressi dell'abitazione di Rosario Marra, genero del capoclan Pietro Lago. A bordo di due ciclomotori, i killer, le cui intenzioni sarebbero state quelle di vendicare la morte di un loro affiliato, Vincenzo Giovenco (ucciso dai Lago il 31 luglio precedente), quella sera erano in perlustrazione a caccia di appartenenti al clan avverso da eliminare. Inconsapevoli del pericolo e parcheggiati sotto la casa del camorrista a bordo di una Lancia Y, Castaldi e Sequino vennero così scambiati per due guardaspalle di Marra e raggiunti da una grandinata di colpi sparati dai sicari morirono sul colpo.
Le indagini inizialmente percorsero la strada del regolamento di conti tra i clan rivali e, solo le rivelazioni di due pentiti, Raffaele Bavero ed Eduardo Criscuolo, ex affiliati del clan Marfella, fecero luce sulla morte dei due ragazzi. Il processo, che si svolse presso la Corte D'Assise di Napoli, condannò all'ergastolo i due fratelli Eugenio e Pasquale Pesce ritenuti responsabili del duplice omicidio.

### La protesta antidiscarica
Un ruolo importante nella lotta all'organizzazione camorrista è stato svolto dagli imprenditori e commercianti della zona che, con l'aiuto prezioso delle associazioni antiracket, hanno deciso di denunciare le continue estorsioni ad opera della cosca dei Lago e dei loro rivali Marfella.
Nelle indagini è emerso il coinvolgimento del sodalizio criminale (oltre che di esponenti dei gruppi ultras del Napoli e di due esponenti politici locali) anche nei disordini antidiscarica che, nel gennaio del 2008, in coincidenza della mobilitazione popolare contro l'apertura della discarica in contrada Pisani, infiammarono la protesta. Nelle indagini della magistratura è emerso che il clan avrebbe pagato i rivoltosi, per far mantenere loro costantemente un clima di guerriglia.
Così facendo il clan avrebbe continuato a costruire case ed edifici abusivi indisturbatamente, approfittando del caos di quei giorni. Le rivelazioni di un pentito confermarono il patto tra politici, camorristi, ultras ed imprenditori, in un'inchiesta culminata in 37 arresti.
Nel dicembre 2009 sono stati fermati e identificati dalla DIGOS di Napoli 32 imprenditori edili, rei di aver favorito il clan Lago nel fenomeno del caporalato, sfruttando molti immigrati di colore, nella costruzione e ristrutturazione di edifici nuovi, ed abusivi.
Pietro Lago è morto il 25 ottobre 2014 in ospedale, a Reggio Emilia, dopo il trasferimento dal carcere di Parma, nel quale scontava una condanna all'ergastolo al regime del 41 bis. 
Dalle dichiarazioni del collaboratore Gilardi Giovanni, ex reggente e cassiere del clan, nascono importanti e rilevanti dichiarazioni, in cui viene anche accertato il coinvolgimento di funzionari del Comune.